# フレンチ・イグジット 〜さよならは言わずに〜
『フレンチ・イグジット 〜さよならは言わずに〜』（原題:French Exit）は2020年に公開されたアイルランド・カナダ合作のドラマ映画である。監督はアザゼル・ジェイコブス、主演はミシェル・ファイファーが務めた。本作はパトリック・デウィットが2018年に発表した小説『French Exit』を原作としている。
本作は日本国内で劇場公開されなかったが、2021年11月10日にデジタル配信が始まる予定である。

## 概略
マンハッタン。60歳のフランシス・プライスは夫の残した遺産でリッチな暮らしを送っていたが、そんなある日、頼みの遺産が底を突きかけていると知らされた。ところが、フランシスは「遺産を使い果たす前に死ねるだろう」と確信していたこともあり、貯蓄や投資などの備えを一切していなかった。破産するより外に道はないと思われたが、幸運なことに、親友の一人（ジョーン）が手を差し伸べてくれた。その勧めに従って、フランシスは家財道具の一切を売り払った後、息子（マルコム）と猫（スモール・フランク）を連れてパリに移住することにした。
しかし、移住後もなお、フランシスは特に節約しようともしなかった。と言うのも、彼女には苦境を脱する「秘策」があったのである。

## キャスト
※括弧内は日本語吹替。
- フランシス・プライス：ミシェル・ファイファー（高島雅羅）
- マルコム・プライス：ルーカス・ヘッジズ
- マダム・レイナード：ヴァレリー・マハフェイ
- ジョーン：スーザン・コイン
- スーザン：イモージェン・プーツ
- マデリン：ダニエル・マクドナルド
- トム：ダニエル・ディトマソ
- ジュリアス：イザック・ド・バンコレ
- スモール・フランクの声：トレイシー・レッツ
- ベイカー︰ロバート・ヒグデン（平林剛）

## 製作
2019年5月3日、アザゼル・ジェイコブス監督の新作映画にミシェル・ファイファー、ルーカス・ヘッジズ、トレイシー・レッツが出演することになったと報じられた。10月23日、ダニエル・マクドナルドがキャスト入りした。同月、本作の主要撮影がパリとモントリオールで始まった。

## 公開・マーケティング
2019年9月7日、ソニー・ピクチャーズ・クラシックスが本作の全米配給権を購入したとの報道があった。10月10日、本作はニューヨーク映画祭でクロージング作品としてプレミア上映された。12月10日、本作のオフィシャル・トレイラーが公開された。2021年3月、第71回ベルリン国際映画祭で本作の上映が行われる予定である。

## 評価
本作は批評家から好意的に評価されている。映画批評集積サイトのRotten Tomatoesには75件のレビューがあり、批評家支持率は61%、平均点は10点満点で6点となっている。サイト側による批評家の見解の要約は「『フレンチ・イグジット 〜さよならは言わずに〜』はスマートな作品だが、登場人物たちは一癖も二癖もある人間ばかりである。しかし、同作は見て楽しめる作品であり、彼/彼女らのなかに自分と通じるものを発見することすらできる。これはミシェル・ファイファーの演技のお陰でもある。」となっている。また、Metacriticには16件のレビューがあり、加重平均値は59/100となっている。
本作の演技によって、ミシェル・ファイファーは第78回ゴールデングローブ賞の主演女優賞 (ミュージカル・コメディ部門)にノミネートされた。